# باول دانيال
باول دانيال (بالإنجليزية: Paul Daniel)‏ هو مدير موسيقي وموسيقي بريطاني، ولد في 5 يوليو 1958 في برمنغهام في المملكة المتحدة.

## وصلات خارجية
- باول دانيال على موقع ميوزك برينز (الإنجليزية)
- باول دانيال على موقع أول ميوزيك (الإنجليزية)
- باول دانيال على موقع ديسكوغز (الإنجليزية)